# Fredrik Gulbrandsen
Fredrik Aasmundrud Gulbrandsen (Oslo, 10 settembre 1992) è un calciatore norvegese, attaccante del Molde.

## Biografia
È il figlio di Tom Gulbrandsen, anch'egli calciatore.

## Carriera

### Club
Gulbrandsen ha iniziato la carriera professionistica con la maglia del Lillestrøm ed ha esordito ufficialmente in prima squadra il 6 maggio 2009, quando è subentrato a Karim Essediri nella sconfitta per 3-0 in casa dello Start. Il 17 giugno dello stesso anno è arrivata la prima rete, sebbene nell'edizione stagionale del Norgesmesterskapet: ha contribuito infatti con una marcatura al successo per 0-3 sull'Asker.
A marzo 2010 è stato ceduto in prestito al Lyn Oslo, militante nella 1. divisjon: con il nuovo club è sceso in campo in 8 partite, con una rete all'attivo. Tutto questo è stato però vanificato dalla bancarotta del Lyn Oslo, che è fallito nel corso della stagione e a cui sono stati cancellati i risultati ottenuti fino a quel momento (trasformati in sconfitte a tavolino, così come le successive gare).
È tornato così al Lillestrøm, con cui ha collezionato altre 5 presenze nella massima divisione norvegese. Il primo gol nell'Eliteserien è arrivato il 3 luglio 2011, nella vittoria per 2-1 sul Viking. Il 7 agosto ha siglato la prima doppietta, nel 3-1 inflitto al Sarpsborg 08.
Il 15 luglio 2013 si è trasferito ufficialmente al Molde. Ha esordito con questa maglia il 31 luglio, schierato titolare nel pareggio interno per 1-1 contro il Legia Varsavia. Nella stessa annata ha contribuito alla vittoria finale del Norgesmesterskapet. Ha chiuso la prima stagione in squadra con 14 presenze e 4 reti tra tutte le competizioni.
Il 4 ottobre 2014 ha vinto il campionato 2014 con il suo Molde, raggiungendo matematicamente il successo finale con quattro giornate d'anticipo grazie alla vittoria per 1-2 sul campo del Viking. Il 23 novembre successivo, il Molde ha centrato il successo finale nel Norgesmesterskapet 2014, ottenendo così il double.
Il 14 febbraio 2015, in occasione di un'amichevole di preparazione in vista della nuova stagione disputata contro il Midtjylland, ha subito la rottura del legamento ed è stato così costretto ad affrontare un'operazione chirurgica. Ha saltato l'intera annata, tornando in campo il 18 novembre 2015 in un'amichevole contro il Sogndal.
Il 16 giugno 2016, gli austriaci del Salisburgo hanno reso noto d'aver ingaggiato Gulbrandsen, col giocatore che si è legato al nuovo club con un contratto triennale.
Il 10 marzo 2017 passa in prestito fino alla fine della stagione ai New York Red Bulls.
Dopo essere rimasto svincolato dal Salisburgo, il 1º luglio 2019, viene ingaggiato a parametro zero, dai turchi dell'İstanbul Başakşehir con cui firma un contratto triennale.
Il 31 agosto 2023 ha fatto ritorno al Molde.

### Nazionale
Il 19 agosto 2014 è stato convocato dal commissario tecnico Per-Mathias Høgmo in vista dell'amichevole che la Norvegia avrebbe disputato il successivo 27 agosto contro gli Emirati Arabi Uniti. Schierato titolare, la partita è terminata con un pareggio per 0-0.

## Statistiche

### Presenze e reti nei club
Statistiche aggiornate al 31 agosto 2023.
| Stagione                   | Club                       | Campionato                 | Campionato | Campionato | Coppe nazionali | Coppe nazionali | Coppe nazionali | Coppe continentali | Coppe continentali | Coppe continentali | Supercoppe | Supercoppe | Supercoppe | Totale | Totale |
| Stagione                   | Club                       | Comp                       | Pres       | Reti       | Comp            | Pres            | Reti            | Comp               | Pres               | Reti               | Comp       | Pres       | Reti       | Pres   | Reti   |
| -------------------------- | -------------------------- | -------------------------- | ---------- | ---------- | --------------- | --------------- | --------------- | ------------------ | ------------------ | ------------------ | ---------- | ---------- | ---------- | ------ | ------ |
| 2009                       | Lillestrøm                 | ES                         | 5          | 0          | CN              | 2               | 1               | -                  | -                  | -                  | -          | -          | -          | 7      | 1      |
| gen.-lug. 2010             | Lyn Oslo                   | 1D                         | 8          | 1          | CN              | 3               | 1               | -                  | -                  | -                  | -          | -          | -          | 11     | 2      |
| lug.-dic. 2010             | Lillestrøm                 | ES                         | 5          | 0          | CN              | 0               | 0               | -                  | -                  | -                  | -          | -          | -          | 5      | 0      |
| 2011                       | Lillestrøm                 | ES                         | 22         | 4          | CN              | 3               | 1               | -                  | -                  | -                  | -          | -          | -          | 25     | 5      |
| 2012                       | Lillestrøm                 | ES                         | 10         | 1          | CN              | 1               | 0               | -                  | -                  | -                  | -          | -          | -          | 11     | 1      |
| gen.-lug. 2013             | Lillestrøm                 | ES                         | 15         | 2          | CN              | 5               | 2               | -                  | -                  | -                  | -          | -          | -          | 20     | 4      |
| Totale Lillestrøm          | Totale Lillestrøm          | Totale Lillestrøm          | 57         | 7          |                 | 11              | 4               |                    | -                  | -                  |            | -          | -          | 68     | 11     |
| lug.-dic. 2013             | Molde                      | ES                         | 10         | 5          | CN              | 2               | 0               | UCL                | 1+1                | 0                  | -          | -          | -          | 14     | 5      |
| 2014                       | Molde                      | ES                         | 23         | 10         | CN              | 5               | 3               | UEL                | 1                  | 1                  | -          | -          | -          | 29     | 14     |
| 2015                       | Molde                      | ES                         | 0          | 0          | CN              | 0               | 0               | UEL                | 3                  | 0                  | -          | -          | -          | 3      | 0      |
| gen.-lug. 2016             | Molde                      | ES                         | 9          | 4          | CN              | 1               | 0               | -                  | -                  | -                  | -          | -          | -          | 10     | 4      |
| 2016.-mar. 2017            | Salisburgo                 | BL                         | 9          | 2          | CA              | 2               | 0               | UCL+UEL            | 3+3                | 0                  | -          | -          | -          | 17     | 2      |
| mar.-giu. 2017             | New York Red Bulls         | MLS                        | 12         | 0          | -               | -               | -               | -                  | -                  | -                  | -          | -          | -          | 12     | 0      |
| 2017-2018                  | Salisburgo                 | BL                         | 31         | 11         | CA              | 5               | 4               | UCL+UEL            | 4+15               | 1+2                | -          | -          | -          | 55     | 18     |
| 2018-2019                  | Salisburgo                 | BL                         | 23         | 7          | CA              | 3               | 0               | UEL                | 9                  | 5                  | -          | -          | -          | 35     | 12     |
| Totale Salisburgo          | Totale Salisburgo          | Totale Salisburgo          | 63         | 20         |                 | 10              | 4               |                    | 34                 | 8                  |            | -          | -          | 107    | 32     |
| 2019-2020                  | İstanbul Başakşehir        | SL                         | 20         | 3          | TK              | 2               | 0               | UCL+UEL            | 2+9                | 0                  | -          | -          | -          | 33     | 3      |
| 2020-2021                  | İstanbul Başakşehir        | SL                         | 29         | 7          | TK              | 3               | 4               | UCL                | 4                  | 0                  | ST         | 1          | 0          | 37     | 11     |
| 2021-2022                  | İstanbul Başakşehir        | SL                         | 30         | 5          | TK              | 0               | 0               | -                  | -                  | -                  | -          | -          | -          | 30     | 5      |
| Totale İstanbul Başakşehir | Totale İstanbul Başakşehir | Totale İstanbul Başakşehir | 79         | 15         |                 | 5               | 4               |                    | 4                  | 0                  |            | 1          | 0          | 89     | 19     |
| 2022-2023                  | Adana Demirspor            | SL                         | 23         | 2          | TK              | 1               | 0               | -                  | -                  | -                  | -          | -          | -          | 24     | 2      |
| ago.-dic. 2023             | Molde                      | ES                         | 7          | 2          | CN              | 1               | 1               | UEL+UECL           | 5+4                | 2+5                | -          | -          | -          | 17     | 10     |
| 2024                       | Molde                      | ES                         | 8          | 2          | CN              | 3               | 0               | UEL                | 6                  | 1                  | -          | -          | -          | 17     | 3      |
| Totale Molde               | Totale Molde               | Totale Molde               | 57         | 23         |                 | 12              | 4               |                    | 21                 | 9                  |            | -          | -          | 90     | 36     |
| Totale carriera            | Totale carriera            | Totale carriera            | 299        | 68         |                 | 42              | 18              |                    | 70                 | 17                 |            | 1          | 0          | 412    | 103    |

### Cronologia presenze e reti in nazionale
| Cronologia completa delle presenze e delle reti in nazionale ― Norvegia | Cronologia completa delle presenze e delle reti in nazionale ― Norvegia | Cronologia completa delle presenze e delle reti in nazionale ― Norvegia | Cronologia completa delle presenze e delle reti in nazionale ― Norvegia | Cronologia completa delle presenze e delle reti in nazionale ― Norvegia | Cronologia completa delle presenze e delle reti in nazionale ― Norvegia | Cronologia completa delle presenze e delle reti in nazionale ― Norvegia | Cronologia completa delle presenze e delle reti in nazionale ― Norvegia |
| Data                                                                    | Città                                                                   | In casa                                                                 | Risultato                                                               | Ospiti                                                                  | Competizione                                                            | Reti                                                                    | Note                                                                    |
| ----------------------------------------------------------------------- | ----------------------------------------------------------------------- | ----------------------------------------------------------------------- | ----------------------------------------------------------------------- | ----------------------------------------------------------------------- | ----------------------------------------------------------------------- | ----------------------------------------------------------------------- | ----------------------------------------------------------------------- |
| 27-8-2014                                                               | Stavanger                                                               | Norvegia                                                                | 0 – 0                                                                   | Emirati Arabi Uniti                                                     | Amichevole                                                              | -                                                                       |                                                                         |
| 16-11-2014                                                              | Baku                                                                    | Azerbaigian                                                             | 0 – 1                                                                   | Norvegia                                                                | Qual. Euro 2016                                                         | -                                                                       |                                                                         |
| 29-3-2016                                                               | Oslo                                                                    | Norvegia                                                                | 2 – 0                                                                   | Finlandia                                                               | Amichevole                                                              | -                                                                       |                                                                         |
| Totale                                                                  |                                                                         | Presenze                                                                | 3                                                                       |                                                                         | Reti                                                                    | 0                                                                       |                                                                         |

## Palmarès

### Club

#### Competizioni nazionali
- Coppa di Norvegia: 3

Molde: 2013, 2014, 2023
- Campionato norvegese: 1

Molde: 2014
- Campionato austriaco: 2

Salisburgo: 2017-2018, 2018-2019
- Coppa d'Austria: 1

Salisburgo: 2018-2019
- Campionato turco: 1

Basaksehir: 2019-2020